# Мырзешты
Мырзешты, Мырзешть (рум. Mîrzeşti) — село в Оргеевском районе Молдавии. Является административным центром коммуны Мырзешты, включающей также село Мырзач.

## География
Село расположено на высоте 168 метров над уровнем моря.

## Население
По данным переписи населения 2004 года, в селе Мырзешть проживает 824 человека (386 мужчин, 438 женщин).
Этнический состав села:
| Национальность | Число жителей | Процентный состав |
| -------------- | ------------- | ----------------- |
| молдаване      | 792           | 96,12             |
| румыны         | 18            | 2,18              |
| украинцы       | 12            | 1,46              |
| русские        | 1             | 0,12              |
| прочие         | 1             | 0,12              |
| Всего          | 824           | 100 %             |